# Bischöfliches Hilfswerk Misereor

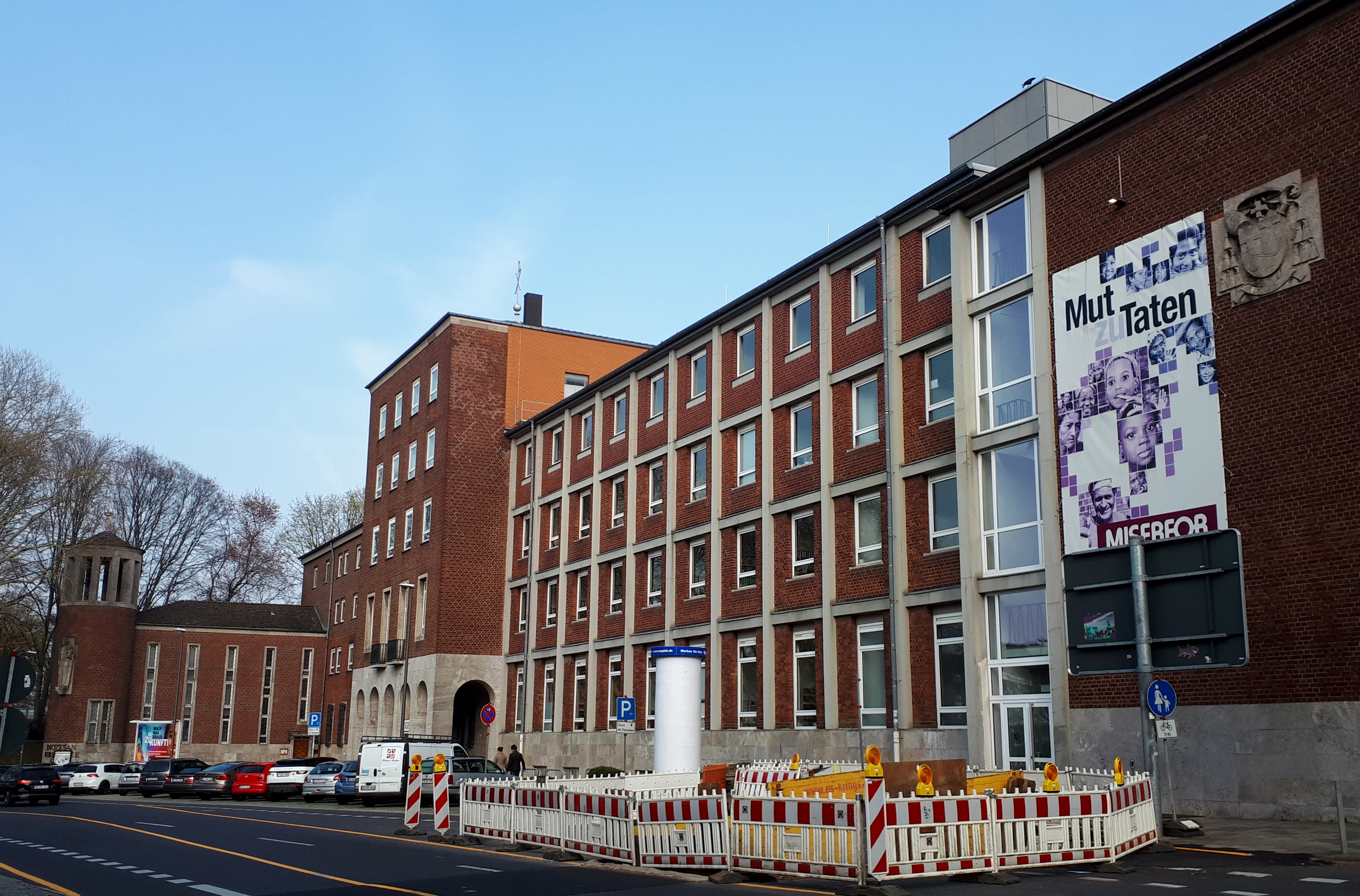
Hauptsitz in Aachen

Misereor (Eigenschreibweise misereor bzw. eingetragen als Bischöfliches Hilfswerk Misereor e. V.) (lateinisch misereor ‚ich erbarme mich‘) gilt als das weltweit größte katholische Entwicklungshilfswerk und setzt sich dabei vorrangig für die weltweite Armutsbekämpfung ein. Das Hilfswerk der römisch-katholischen Kirche in Deutschland hat seinen Sitz in Aachen.
Im Sinne einer zeitgemäßen Entwicklungszusammenarbeit auf Augenhöhe konnte Misereor nach dem Prinzip der Hilfe zur Selbsthilfe bis heute über 100.000 Projekte im Globalen Süden unterstützen. Zentrale Querschnittsthemen für die Arbeit von Misereor sind dabei Friedensarbeit und Menschenrechte, Hunger- und Armutsbekämpfung, Bildungsarbeit und Gesundheitsschutz, Gleichstellung und Empowerment, Erneuerbare Energien und Klimawandel, Fairer Handel und Ethisches Wirtschaften, Flucht und Migration, Ernährungssicherheit und -souveränität, Digitalisierung im Kontext eines sozial-ökologischen Wandels, sozial-ökologisch gerechte Stadtentwicklung sowie Rohstoffwende und Schutz von Natur und Lebensräumen. Misereor gilt als Pendant zur evangelischen Hilfsorganisation Brot für die Welt.
Jährlich führt Misereor eine Aktion in der Fastenzeit durch, zum Beispiel im Jahr 2025 die Aktion Auf die Würde. Fertig. Los!, bei der Projekte zur Verbesserung der Menschenwürde unterstützt werden und Misereor in diesem Jahr mit einem Partner in Sri Lanka zusammenarbeitet, um dort die Situation von Menschen zu verbessern, die keinen Zugang zu saubererem Trinkwasser, medizinischer Versorgung, Schulbildung und Ausweisdokumenten haben.

## Geschichte
Bereits der 76. Deutsche Katholikentag in Fulda 1954 hatte die Bildung einer „deutsche[n] Institution für die Ausbildung und Betreuung qualifizierter Laienkräfte“ in Entwicklungsländern empfohlen. Internationale katholische Frauenverbände und die internationale Pax Christi Bewegung riefen zur Bekämpfung des Hungers auf; der deutsche Zweig der Pax Christi Bewegung begann in der Bundesrepublik Deutschland systematisch mit der Sammlung von Spenden für Hungernde, Aussätzige und Überseestudenten. Verbände wie KAB (Erzbistum Paderborn), Kolpingsfamilie und BdkJ starteten Aktionen.
In seiner Weihnachtsansprache 1957 bat der Kölner Kardinal Josef Frings im Erzbistum um Spenden für das Erzbistum Tokio und deutete an, dass er Größeres plane. Auf Initiative von Alfons Erb, Vizepräsident von Pax Christi, bat das Zentralkomitee der deutschen Katholiken (ZdK) 1958 die deutschen Bischöfe, in der Fastenzeit 1959 möge eine Aktion gegen Hunger in der Welt durchgeführt werden.
Blatt 1 der fünfbändigen Entstehungsakte für das Bischöfliche Hilfswerk Misereor im Archiv der Erzdiözese Köln ist ein Schreiben von Jakob Holl vom 24. April 1958 an den Generalvikar Joseph Teusch. Darin macht er ihn auf einen von ihm geschriebenen Artikel mit der Überschrift „Hunde haben's bei uns besser“ aufmerksam, der in der Kölner Kirchenzeitung vom Vortag erschienen war. Holl wirbt in dem Artikel dafür, mehr gegen den Hunger in der Welt zu unternehmen und dafür neue Organisationsformen zu schaffen. Vorausgegangen war eine dreimonatige Reise Holls von Ende Oktober 1957 bis Anfang Januar 1958 nach Asien, die ihn auch mehrere Wochen zu Mutter Teresa in Kalkutta führte. Er begleitete sie mit seiner Kamera zu Sterbenden und bewunderte ihre Geduld dabei. Wer unter den Hungernden noch essen konnte, bekam von ihr unter dem Blitzlicht von Holls Kamera Milch und Reis. Ein 14-jähriger Junge starb in den Armen von Holl in der Sterbehalle von Kalighat, der die ihm eingeflößte Milch nicht mehr schlucken konnte. Als Holl wieder zu Hause war, ergriff er sofort Initiativen. Über das Päpstliche Werk der Glaubensverbreitung in Aachen richtete er ein Postscheckkonto mit dem Stichwort „Reis für Kalkutta“ ein und sammelte Spenden. Als sein Bericht in der Kirchenzeitung veröffentlicht wurde, hatte er bereits 75.000 DM gesammelt, die er an Mutter Teresa weiterleitete. In einem Begleitbrief schrieb er ihr:

„Als ich in der Sterbehalle von Kalighat stand, kamen mir spontan die Worte unseres Herrn in den Sinn: Misereor super turbam – mich erbarmt des Volkes“

Insgesamt erbrachte die Aktion „Reis für Kalkutta“ rund eine halbe Million DM.
Der Kölner Erzbischof Joseph Kardinal Frings nahm diese Bestrebungen zum Anlass und bat auf der Bischofskonferenz in Fulda im Herbst 1958 um die Einrichtung eines bischöflichen Hilfswerks, der „Aktion gegen Hunger und Krankheit in der Welt“ mit der Bezeichnung Misereor super turbam, um in den Entwicklungsländern besser Hilfe leisten zu können. Die Bischöfe stimmten dem Vorschlag einhellig zu. Der Name wurde jedoch auf das Wort Misereor verkürzt. Damit führte die Spur über Jakob Holl auch gleichzeitig zu Mutter Teresa. In der Fastenzeit 1959 wurde die erste Fastenaktion durchgeführt, die 34 Millionen Mark erbrachte. Ein Jahr später zog Misereor in die Aachener Mozartstraße Nr. 9 ein, wo sie in direkter Nachbarschaft zur Bischöflichen Akademie des Bistums Aachen einen Großteil des Gebäudetraktes von dem dort seit 1932 ansässigen Priesterseminar Aachen übernahm.

## Arbeitsschwerpunkte

### Projektarbeit
Seit der Gründung im Jahr 1958 wurden über 110.000 Projekte in Asien und Ozeanien, Afrika, Lateinamerika und der Karibik unterstützt. Jedes Jahr werden etwa 6000 Projektanfragen an die Organisation gestellt. Misereor arbeitet mit den Menschen, die unter Krankheit, Armut oder einer anderen menschlichen Not leiden, um dadurch Gerechtigkeit, Freiheit, Versöhnung und Frieden in der Welt zu fördern. Zentrale Themen in der Projektarbeit sind der Kampf für Menschenrechte, für jeden Menschen zugängliches Trinkwasser, der Kampf gegen AIDS, Klimawandel, die Armut in Städten oder Genderproblematiken. Schlüsselbereiche der Förderung sind ländliche Entwicklung, das Gesundheitswesen, die Berufs- und Erwachsenenbildung, die Kleingewerbeförderung, Selbsthilfewohnbau, Projekte der Sozialarbeit, Frauenförderung, Menschenrechtsarbeit sowie die Schulung örtlicher Führungskräfte.
Misereor arbeitet mit ortsansässigen Partnerorganisationen. Projektpartner vor Ort leben mit den Armen und wissen, unter welchen Bedingungen diese leben. Misereor-Partner kommen aus Ortskirchen, Selbsthilfeinitiativen, Kooperativen, Menschenrechtsgruppen und anderen nichtstaatlichen Organisationen. Während der Projektbegleitung bilden der Erfahrungsaustausch und die Auswertung von durchgeführten Maßnahmen einen stetigen Entwicklungsprozess. Des Weiteren will Misereor einen Süd-Süd-Dialog als Grundlage für eine zukunftsfähige Entwicklung verstärken.

### Öffentlichkeitsarbeit
Misereor führt Untersuchungen zu den Ursachen von Verarmung, Unterdrückung und Zerstörung durch und informiert darüber. Um der Entwicklungszusammenarbeit in der Politik und öffentlich den Rücken zu stärken, betreibt Misereor Lobbyarbeit. Dies bedeutet auch die Beteiligung an internationalen Diskussionen über Entwicklungspolitik und Einflussnahme auf den Willensbildungsprozess in der Gesellschaft. Tausende Menschen unterstützen die Entwicklungsarbeit von Misereor mit ihrem ganz persönlichen Beitrag. Eine besondere Bedeutung kommt dabei der jährlichen Fastenaktion zu.

## Aktionen | Kampagnen

### Fastenaktionen
Die jährliche Aktion in der Fastenzeit soll den römisch-katholischen Pfarrgemeinden die Lebenswelt von Menschen nahebringen, die unter Armut und Ungerechtigkeit leiden. 
| 1989 | Solidarisch in der Einen Welt – Gerechtigkeit und Erbarmen (30 Jahre Misereor) |      |                                                                                |      |                             |
| 1990 | Gemeinsam handeln – Solidarisch in der Einen Welt                              |      |                                                                                |      |                             |
| 1991 | Die Würde des Menschen ist unantastbar                                         |      |                                                                                |      |                             |
| 1992 | 1492–1992 – 500 Jahre Lateinamerika                                            |      |                                                                                |      |                             |
| 1993 | Die Schöpfung bewahren – …damit alle leben können                              |      |                                                                                |      |                             |
| 1994 | Flüchtlinge – Prüfstein weltweiter Solidarität                                 |      |                                                                                |      |                             |
| 1995 | Zeit für Versöhnung                                                            |      |                                                                                |      |                             |
| 1996 | Jeder Tropfen zählt                                                            |      |                                                                                |      |                             |
| 1997 | Brich mit den Hungrigen dein Brot                                              |      |                                                                                |      |                             |
| 1998 | Die Armen zuerst (40 Jahre Misereor)                                           |      |                                                                                |      |                             |
| 1999 | Ich will Kind sein                                                             |      |                                                                                |      |                             |
| 2000 | Jetzt ist die Zeit – gemeinsam anders handeln                                  |      |                                                                                |      |                             |
| 2001 | Teilen mit Gewinn                                                              |      |                                                                                |      |                             |
| 2002 | Schritte zum Frieden                                                           |      |                                                                                |      |                             |
| 2003 | Wem gehört die Welt?                                                           |      |                                                                                |      |                             |
| 2004 | Unser tägliches Brot gib uns. Heute.                                           |      |                                                                                |      |                             |
| 2005 | Teilen verbindet – gemeinsam gegen Krankheit in der Welt                       |      |                                                                                |      |                             |
| 2006 | Die Fülle des Lebens teilen                                                    |      |                                                                                |      |                             |
| 2007 | Entdecke, was zählt!                                                           |      |                                                                                |      |                             |
| 2008 | Mit Zorn und Zärtlichkeit an der Seite der Armen                               |      |                                                                                |      |                             |
| 2009 | Gottes Schöpfung bewahren – damit alle leben können                            |      |                                                                                |      |                             |
| 2010 | Gottes Schöpfung bewahren – damit alle leben können                            |      |                                                                                |      |                             |
| 2011 | Menschenwürdig leben. Überall!                                                 |      |                                                                                |      |                             |
| 2012 | Menschenwürdig leben. Kindern Zukunft geben                                    |      |                                                                                |      |                             |
| 2013 | Wir haben den Hunger satt!                                                     |      |                                                                                |      |                             |
| 2014 | Mut ist zu geben, wenn alle nehmen.                                            |      |                                                                                |      |                             |
| 2015 | Neu denken! Veränderung wagen.                                                 |      |                                                                                |      |                             |
| 2016 | Das Recht ströme wie Wasser (Am 5,24 )                                         |      |                                                                                |      |                             |
| 2017 | Die Welt ist voller guter Ideen. Lass sie wachsen.                             |      |                                                                                |      |                             |
| 2018 | Heute schon die Welt verändert?                                                |      |                                                                                |      |                             |
| 2019 | Mach was draus: Sei Zukunft!                                                   |      |                                                                                |      |                             |
| 2020 | Gib Frieden!                                                                   |      |                                                                                |      |                             |
| 2021 | Es geht! Anders.                                                               |      |                                                                                |      |                             |
| 2022 | Es geht! Gerecht.                                                              |      |                                                                                |      |                             |
| 2023 | Frau. Macht. Veränderung.                                                      | 2024 | Interessiert mich die Bohne (nachhaltige Landwirtschaft und gesunde Ernährung) | 2025 | Auf die Würde. Fertig. Los! |

### Hungertücher
Über den Zeitraum von meist jeweils zwei Jahren steht den Kirchengemeinden in der Fastenzeit ein Hungertuch zur Verfügung, das zur Meditation und zur Auseinandersetzung mit Themen der Entwicklungsarbeit einlädt. Die Themen bisheriger Hungertücher waren:
| Hungertuch Jahr | Motto                                                         | Künstler                                             |
| --------------- | ------------------------------------------------------------- | ---------------------------------------------------- |
| 1976            | Christus im Lebensbaum – Hoffnung für alle                    | Indien                                               |
| 1978            | Ereignisse der Heilsgeschichte                                | Alemayehu Bizuneh, Äthiopien                         |
| 1980            | Hungertuch aus dem Mittelalter                                | sog. Bruder-Klaus-Meditationsbild, Schweiz (15. Jh.) |
| 1982            | Die Welt der Bibel                                            | Jacques Chéry, Haiti                                 |
| 1984            | Leben – Wasser und Licht                                      | Jyoti Sahi, Indien                                   |
| 1986            | Als Christinnen und Christen auf dem Weg                      | Frauen und Männer aus Santiago de Pupuja, Peru       |
| 1988            | Vaterunser-Bitten                                             | René Tchebetchou, Kamerun                            |
| 1990            | Biblische Frauengestalten – Wegweiser zum Reich Gottes        | Lucy D’Souza, Indien                                 |
| 1992            | Ein neuer Himmel und eine neue Erde                           | Adolfo Pérez Esquivel, Argentinien                   |
| 1994            | Gott begegnen im Fremden                                      | Azariah Mbatha, Südafrika                            |
| 1996            | Hoffnung den Ausgegrenzten                                    | Sieger Köder, Deutschland                            |
| 1998            | Barmherzigkeit und Gerechtigkeit                              | Bruder-Klaus-Meditationsbild mit Erweiterungen       |
| 2000            | Ein Jahr, das Gott gefällt – Neubeginn und Befreiung          | Suryo Indratno, Java                                 |
| 2002            | Augen-Blicke des Friedens                                     | El Loko, Togo                                        |
| 2004            | Brot und Rosen                                                | Frauen aus Lateinamerika                             |
| 2007            | Selig seid ihr                                                | Li Jinyuan, China                                    |
| 2009            | Gottes Schöpfung bewahren – damit alle leben können           | Tony Nwachukwu, Nigeria                              |
| 2011            | Was ihr dem Geringsten tut                                    | Sokey A. Edorh, Togo                                 |
| 2013            | Wie viele Brote habt ihr?                                     | Ejti Stih, Bolivien                                  |
| 2015/2016       | Gott und Gold – wie viel ist genug?                           | Dao Zi, China                                        |
| 2017/2018       | Ich bin, weil du bist                                         | Chidi Kwubiri, Nigeria/Deutschland                   |
| 2019/2020       | Mensch, wo bist du?                                           | Uwe Appold, Deutschland                              |
| 2021/2022       | Du stellst meine Füße auf weiten Raum – Die Kraft des Wandels | Lilian Moreno Sánchez, Chile                         |
| 2023/2024       | Was ist uns heilig?                                           | Emeka Udemba, Nigeria                                |
| 2025/2026       | Liebe sei Tat                                                 | Konstanze Trommer, Deutschland                       |

### Weitere Aktionen
Misereor unterstützt oder initiiert u. a. folgende weitere Kampagnen und Aktionen:
- Mit zwei Euro die Welt verändern[17]
- Demonstration Wir haben es satt!. Die Veranstaltung findet jährlich Anfang Januar in Berlin statt.
- Faire Woche
- Kein Patent auf Leben[18]
- Erlassjahr.de – Entwicklung braucht Entschuldung
- Miteinander teilen – gemeinsam handeln – Ökumenisches Projekt: Im Rahmen der Aktion Miteinander Teilen stellen das katholische Hilfswerk Misereor und die evangelische Organisation „Brot für die Welt“ monatlich ein konkretes Projekt vor.
- Nach dem Dammbruch von Brumadinho vom Januar 2019 in Brasilien unterstützt Misereor gemeinsam mit der europäischen Menschenrechtsorganisation ECCHR seit Oktober 2019 fünf Opferangehörige der Katastrophe im Verfahren vor dem Landgericht München I gegen das beteiligte Unternehmen TÜV Süd.[19]

## Organisation

### Geschäftsführung
Die ersten drei Hauptgeschäftsführer waren Prälat Gottfried Dossing (1958–1976), Bischof Leo Schwarz (1976–1982) und Prälat Norbert Herkenrath (1982–1997). Von 1997 bis 2012 war Josef Sayer Hauptgeschäftsführer, sein Nachfolger Pirmin Spiegel war bis 2024 im Amt. Am 1. Juli 2024 übernahm Andreas Frick den Posten des Hauptgeschäftsführers, welcher zuvor Generalvikar des Bistums Aachen war. Der Geschäftsführer für die internationale Zusammenarbeit ist Bernd Bornhorst (seit 2021), Geschäftsführerin für Interne Prozesse ist seit 2023 Annette Ptassek.

### Finanzierung
Im Jahr 2018 nahm Misereor insgesamt 232,2 Millionen Euro ein. Neben 59,6 Millionen Euro aus Kollekten und Spenden wurden Misereor 165,5 Millionen Euro aus Mitteln des Bundesministeriums für wirtschaftliche Zusammenarbeit und Entwicklung (BMZ) sowie 7,1 Millionen Euro aus kirchlichen Haushaltsmitteln zur Verfügung gestellt.

### Netzwerk

#### Mitgliedschaft in Gremien und Bündnissen
Misereor arbeitet mit anderen Institutionen und Organisationen der Zivilgesellschaft in Kooperationen und Bündnissen zusammen:
| Organisation                                                                                           | Erläuterungen |
| --- | --- |
| Bündnis Entwicklung Hilft                                                                              | zusammen mit Brot für die Welt, Welthungerhilfe, terre des hommes, medico international, Kindernothilfe, Christoffel-Blindenmission                                                                                   |
| Bündnis für nachhaltige Textilien                                                                      | |
| CIDSE (Coopération Internationale pour le Développement et la Solidarité)                              | Allianz 18 katholischer Entwicklungsorganisationen aus Europa und Nordamerika |
| Initiative Transparente Zivilgesellschaft                                                              | Freiwillige Transparenz zivilgesellschaftlicher Akteure |
| Fairtrade Deutschland                                                                                  | Deutsche Siegelorganisation für den Fairen Handel |
| FriEnt (Arbeitsgemeinschaft Frieden und Entwicklung)                                                   | Zusammenschluss von staatlichen Organisationen, kirchlichen Hilfswerken, zivilgesellschaftlichen Netzwerken und politischen Stiftungen zur Bündelung fachlicher Kompetenz und Mitgestaltung an politischen Prozessen. |
| Justizia et Pax                                                                                        | Runder Tisch der deutschen katholischen Einrichtungen mit internationalem Bezug |
| Klima-Allianz Deutschland                                                                              | Für eine entschlossene Klimapolitik |
| MARMICK                                                                                                | Bündnis der katholischen Werke Missio Aachen + München, Bischöfliche Aktion Adveniat, Renovabis, Caritas International, Kindermissionswerk und Misereor                                                               |
| VENRO (Verband Entwicklungspolitik und Humanitäre Hilfe deutscher Nichtregierungsorganisationen e. V.) | |

#### Beteiligungen
Misereor ist Mitgründerin und seit der Gründung 1975 Gesellschafterin von GEPA – The Fair Trade Company. Seit der Gründung 2011 ist Misereor auch Gesellschafterin der Klima-Kollekte, einem CO2-Kompensationsfonds christlicher Kirchen.

#### Kooperationen
- in der Aktion 2 Euro helfen mit der Kölner A-cappella-Gruppe Wise Guys[28] und deren Nachfolgeband Alte Bekannte
- mit AIDA (Verein), Abkürzung von Arco Iris do Amor, einem gemeinnützigen Verein, der armen Menschen in Brasilien, besonders Kindern und Jugendlichen, zu einer besseren Zukunft verhelfen will.[29]
- mit Caritas International (fachlicher Austausch, gemeinsame Programmförderung, Strategien zur Partnerförderung und Öffentlichkeitsarbeit)
- mit Cameco (Catholic Media Council)
- mit dem Bund für Umwelt und Naturschutz Deutschland (BUND) für die Studie Zukunftsfähiges Deutschland (1996), die den Diskurs zur Nachhaltigkeit stark prägte.
- mit dem Katholischen Deutschen Frauenbund u. a. bei Solibrot-Aktion
- mit der Katholischen Frauengemeinschaft Deutschlands
- mit dem Deutschen Richterbund bzgl. dessen Kolumbienhilfe
- mit der RWTH Aachen: Misereor und Missio bieten hier gemeinsam mit der Hochschule den Master-Studiengang Theologie und Globale Entwicklung an.
- mit Brot für die Welt und dem ZDF im Rahmen der jährlichen Spendengala Die schönsten Weihnachts-Hits
- mit Greenpeace u. a. im Rahmen der Petition Kein Essen in Trog und Tank 2022

## Publikationen
- frings. Das Misereor-Magazin. (halbjährlich)
- Herausforderung Hunger – Jahresheft Welternährung (jährlich)
- Misereor-Lehrerforum (vierteljährlich)